# Aïn Naga
Ain Naga là một đô thị thuộc tỉnh Biskra, Algérie. Dân số thời điểm năm 2002 là 10.054 người.